# Гани, Ашраф
Ашраф Гани, до 2014 года Ашраф Гани Ахмадзай (пушту اشرف غني‎ Aşraf Ğanī, дари اشرف غنی Aşraf Ğanī; род. 19 мая 1949, Логар) — афганский политический деятель, президент Афганистана с 29 сентября 2014 года. С 15 августа 2021 года находится в изгнании.

## Биография
Родился 19 мая 1949 года в одном из сёл провинции Логар, к югу от Кабула, в состоятельной семье пуштунов. Его отец являлся крупным землевладельцем, имевшим большие земельные участки в провинции Логар и в соседних провинциях. Принадлежит к племени ахмадзай, входящей в пуштунское племенное объединение гильзай. Интересно, что к этому племени относился и Мухаммад Наджибулла. Так как Ашраф Гани был из состоятельной и влиятельной семьи, после окончания престижного кабульского лицея «Хабибия» он был направлен на учёбу в Старшую школу Лейк-Освиго в штате Орегон США, которую окончил в 1967 году. Изначально изучал юриспруденцию, но затем сменил специальность на социально-культурную антропологию. Продолжил учёбу в Американском университете Бейрута в Ливане, где в 1973 году получил степень бакалавра. В 1974 году вернулся в Афганистан, годом ранее превращённый в Республику Афганистан, и начал преподавать в Кабульском университете. Вскоре выиграл государственную стипендию на обучение за рубежом и в 1977 году, до Апрельской революции, уехал из Афганистана и поступил в Колумбийский университет в Нью-Йорке, где в том же году получил степень магистра, а в 1983 году степень доктора философии в области антропологии за диссертацию «Производство и господство: Афганистан, 1747—1901». В 1983 году был приглашён преподавателем в Калифорнийский университет в Беркли, а также в Университет Джонса Хопкинса (Балтимор, штат Мэриленд). К тому моменту в просоветской Демократической Республике Афганистан шла начавшаяся в 1979 году кровопролитная гражданская война. Поддержал вывод советских войск из Афганистана в 1988 году.
В 1991 году Ашраф Гани начал работу во Всемирном банке, главный офис которого расположен в Вашингтоне. На протяжении 1990-х годов в основном работал и специализировался на проектах Всемирного банка в Южной и Восточной Азии, часто посещал Японию, Южную Корею, Китай, Индию, Бангладеш и Пакистан. Особенно активно участвовал в китайских и индийских миссиях Всемирного банка. В 1997—2001 годах выступал специальным представителем миссии Всемирного банка, курирующей кредитную программу по модернизации угольных шахт в России. Помимо работы во Всемирном банке, периодически преподавал менеджмент в бизнес-школах Гарвардского и Стенфордского университета. Являлся руководителем Управления ООН по координации гуманитарной помощи Афганистану.
В октябре 2001 года был назначен советником специального представителя ООН в Афганистане Лахдара Брахими. Вернулся в Афганистан, участвовал в разработке, согласовании и принятии Боннского соглашения. В декабре 2001 года вступил в должность старшего советника президента Афганистана Хамида Карзая по финансовым вопросам. С июня 2002 по декабрь 2004 года исполнял обязанности министра финансов в кабинете переходного правительства под руководством Хамида Карзая. В 2003 году Ассоциацией трейдеров развивающихся рынков Emerging Markets был признан лучшим министром финансов в Азии. После президентских выборов 2004 года не прошёл в состав избранного правительства и был назначен ректором Кабульского государственного университета. В 2005 году основал Институт государственной эффективности (Institute for State Effectiveness). В 2006 году кандидатура Ахмадзая была официально выдвинута Афганистаном на должность преемника Кофи Аннана на посту Генерального секретаря ООН. Однако он проиграл будущему генсеку ООН Пан Ги Муну.
Участвовал в президентских выборах 2009 года, где набрал около 3 % голосов избирателей. С 2011 по 2013 годы являлся председателем Переходного координационного совета, занимающегося проблемами восстановления полного суверенитета Афганистана (Afghanistans Transition Coordination Commission). 6 октября 2013 года зарегистрирован в качестве кандидата на выборах президента Афганистана. Входит в консультативные советы Комиссии ООН по расширению юридических прав малоимущих слоёв населения (UN High Level Commission on Legal Empowerment of the Poor), Института Брукингса по глобальной безопасности, Атлантического Совета, Американской ассоциации юристов. Один из директоров неправительственной правозащитной организации World Justice Project.
В 2014 году был избран президентом Афганистана. В сентябре 2019 года был переизбран на второй срок.
В августе 2021 года, после успешного наступления террористического движения Талибан на правительственные силы правительство Афганистана пало и Ашраф Гани лишился своего поста, который достался лидеру талибов мулле Абдуле Гани Барадару. Также сообщалось, что переходное правительство возглавит генерал в отставке Али Ахмад Джалали, однако эта информация не подтвердилась.
15 августа 2021 года Ашраф Гани покинул страну. Как заявил пресс-секретарь посольства РФ в Кабуле Никита Ищенко:

Что касается обрушения режима, то его наиболее красноречиво характеризует то, как Гани убегал из Афганистана: четыре машины были набиты деньгами, другую часть денег пытались запихнуть в вертолёт, но не всё поместилось. И часть денег осталась лежать на взлётном поле.
Сам Ашраф Гани категорически отрицает, что он вывозил из страны какие-либо деньги.
18 августа 2021 года Министерство иностранных дел и международного сотрудничества Объединённых Арабских Эмиратов сообщило, что Ашраф Гани находится на их территории на «гуманитарных основаниях».

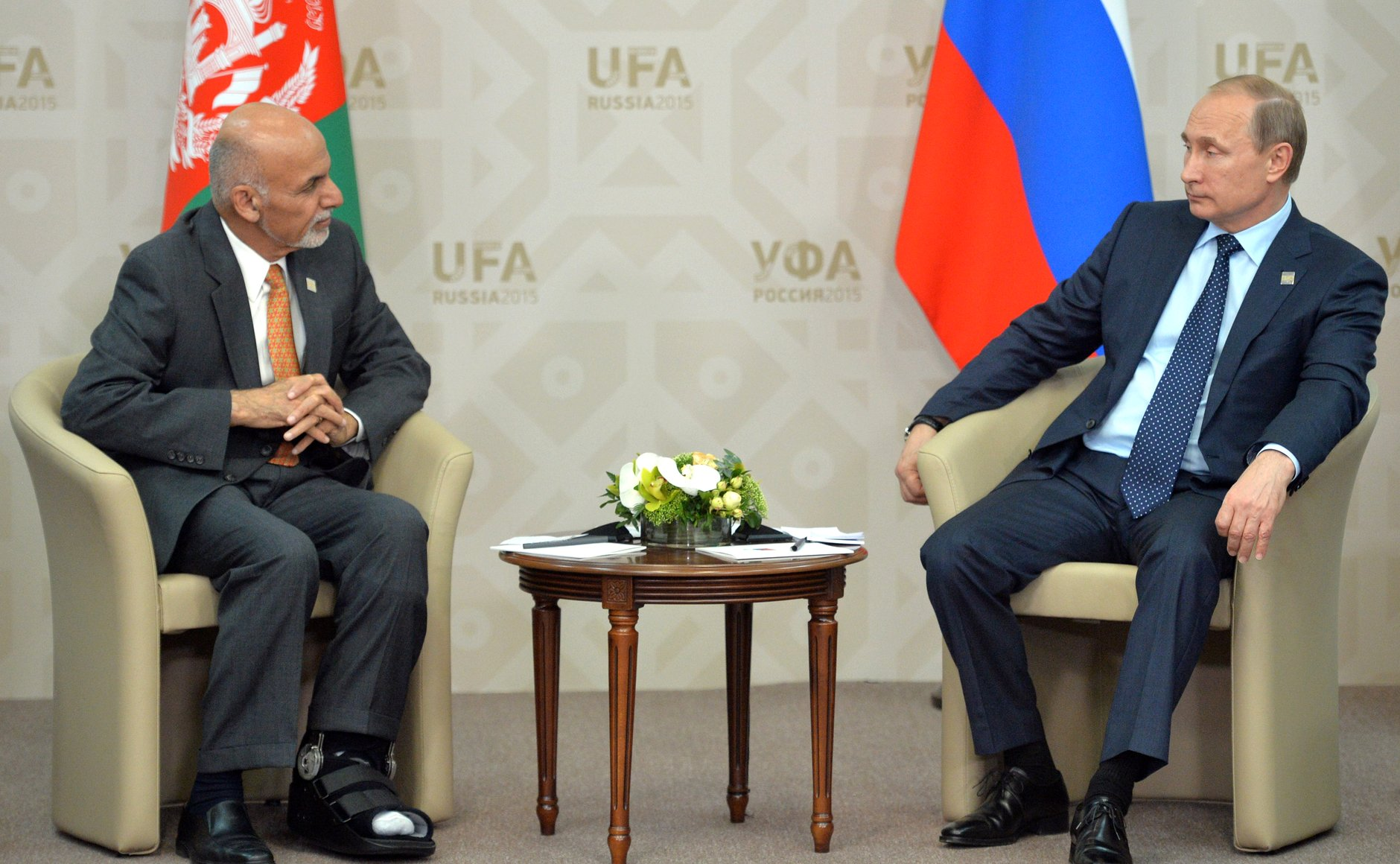
Ашраф Гани и Владимир Путин на встрече 10 июля 2015 года
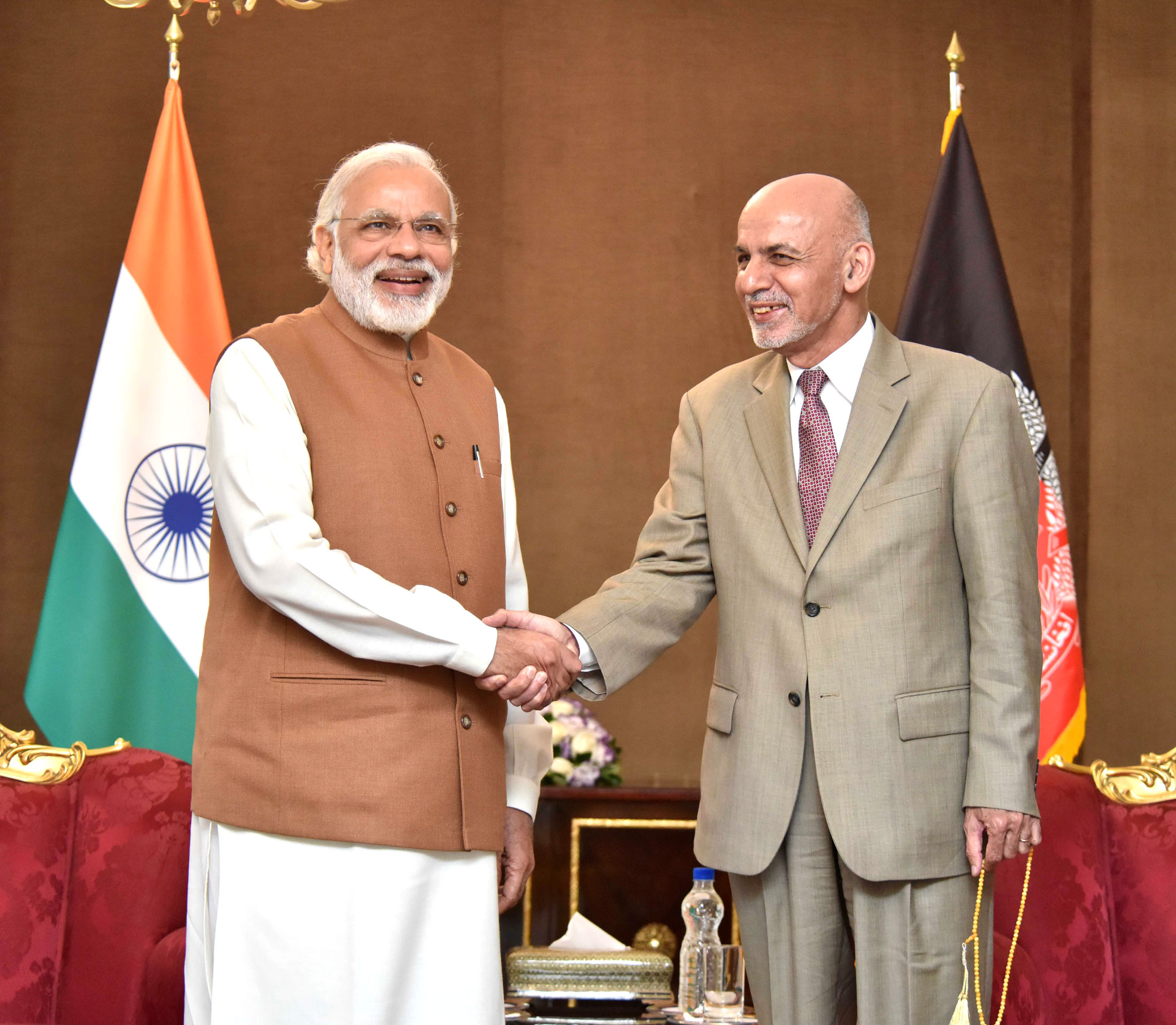
Нарендра Моди и Ашраф Гани на встрече 23 мая 2016 года
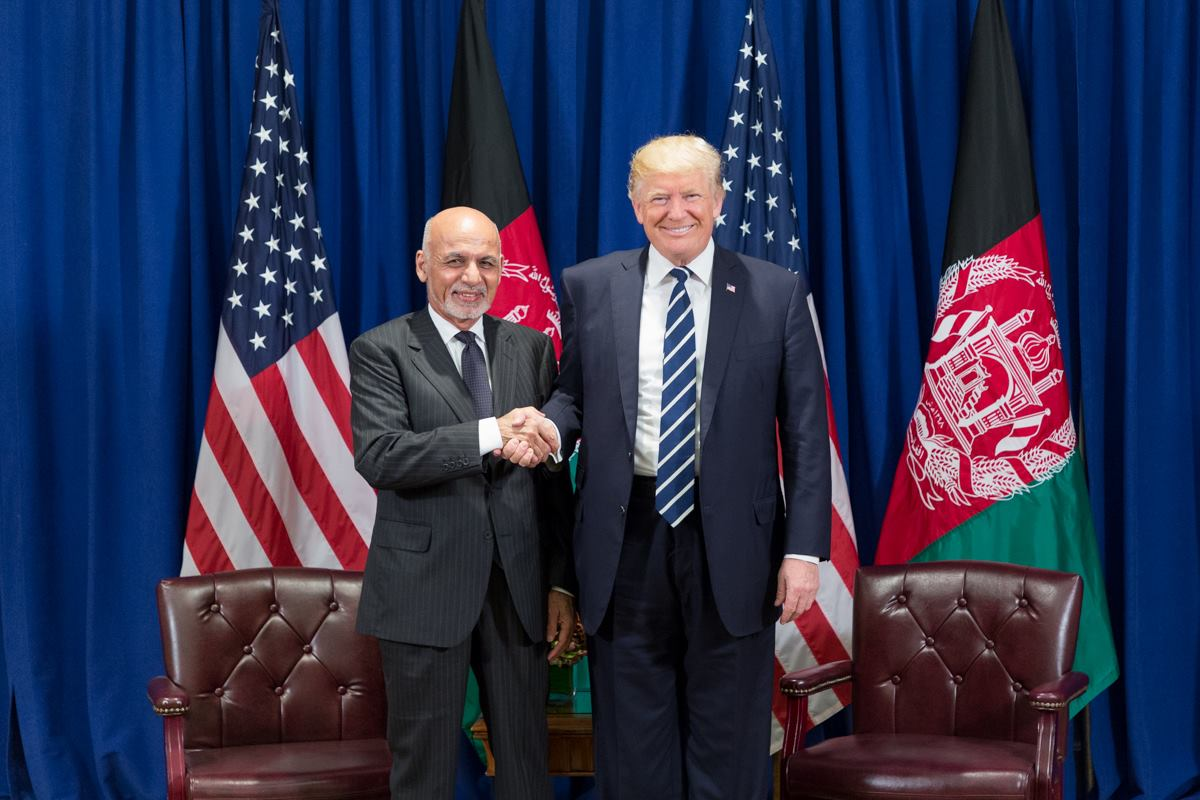
Ашраф Гани и Дональд Трамп на встрече в октябре 2017 года

## Семья и личная жизнь
Ашраф Гани женат на Руле Сааде. Рула Сааде Гани родилась в ливанской христианской семье. Пара поженилась после того, как они познакомились во время учёбы в Американском университете Бейрута, Ливан, в 1970-х годах. В конце концов они обосновались в Соединённых Штатах и получили американское гражданство.
В 2009 году Ашраф Гани отказался от американского гражданства и перестал быть бипатридом. Он этот шаг объяснил тем, что его часто критиковали за двойное гражданство, и теперь он может выдвинуть свою кандидатуру на предстоящих президентских выборах «с чистой совестью».
У пары двое детей: дочь Мариам и сын Тарик. Оба родились в США, и с рождения имеют американское гражданство. Мариам является художницей и искусствоведом, и проживает в Нью-Йорке, а Тарик занимается бизнесом и также проживает в США.
Известно, что в 1990-е годы Ашраф Гани страдал от рака желудка, из-за него лишился части своего желудка и соблюдает особую диету. По собственному утверждению, ежедневно просыпается в пять утра и два-три часа занимается чтением. Любитель крикета, бейсбола и футбола, прогулок на свежем воздухе, коллекционирует книги, увлекается изучением истории Афганистана и окружающих стран. В 2008 году опубликовал книгу Fixing Failed States.
Как и его предшественник на посту президента Исламской Республики Афганистан, Ашраф Гани больше предпочитает носить национальные пуштунские и афганские одеяния, редко надевая классический европейский костюм.
Ашраф Гани владеет 80 гектарами земли в селении Сурхаб родной провинции Логар, которую по некоторым данным купил, по другим — получил в наследство от своего отца. Кроме того, утверждается, что он унаследовал от своего отца ещё несколько крупных земельных участков, которые преимущественно заняты сельскохозяйственными растениями.
Брат Ашрафа, Хашмат, является председателем совета кочевых племён Афганистана.

## Награды
- Почётный профессор Туркменского государственного института экономики и управления[17].
- Почётный доктор Университета Скрэнтона (University of Scranton) в США.
- Почётный доктор Университета Гуэлфа (University of Guelph) в Канаде.
- Награждён медалью Саида Джамал-уд-Дина (Sayed Jamal-ud-Din Afghan medal).
- В 2008 году выиграл премию Университета Тафтса Dr Jean Mayer Global Citizenship Award.
- В 2013 году занял второе место в рейтинге 100 лучших мыслителей мира (World Thinkers 2013) британского издания Prospect.